# История искусственных горючих газов
История искусственных горючих газов — история использования людьми горючих газов, получаемых искусственно.

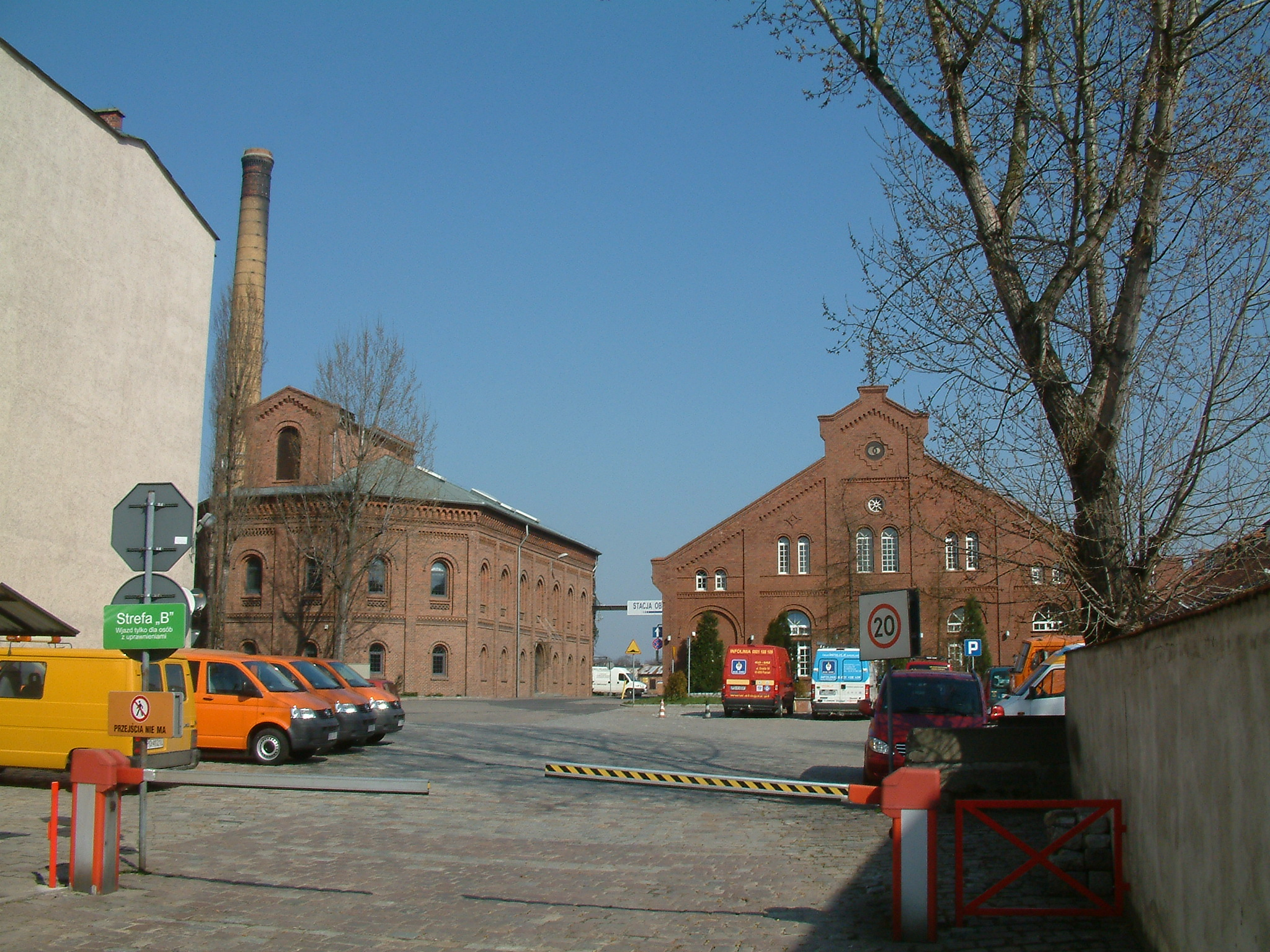
Муниципальный газовый завод в Познани который производил газ из угля с 1856 года по 1973 год. Теперь он используется для распределения природного газа

Существует предание, что в XIII веке в Париже некий Езекииль получал газ для освещения своего дома. Однако изобретателями способа получения газа из каменного угля считаются Филипп Леблон и Уильям Мёрдок. В 1790-е годы они почти одновременно сделали это открытие в Париже и в Англии.
В 1815 году в Великобритании Джон Тейлор получил патент на освещение с помощью газа, получаемого из животных и растительных масел. Таким газом некоторое время освещались улицы Ливерпуля и Гулля.
В 1820 году угольный газ был впервые применён для освещения улиц Парижа. Поэтому его стали называть светильным газом. Затем этот газ также стали применять для отопления и для приготовления пищи на газовых плитах.
В 1780 году Феличе Фонтана открыл действие водяного пара на раскалённый уголь. В 1830 году Донован в Дублине впервые применил карбюрированный нафталином водяной газ для освещения. Около 1855 года водяной газ применили для освещения в Нарбонне (Франция), около 1860 года — в Германии, около 1870 года — в Великобритании и в США. Водяной газ давал более высокую температуру горения, чем светильный газ.
В Российской империи газовое освещение появилось в 1835 году в Петербурге и в 1865 году в Москве.

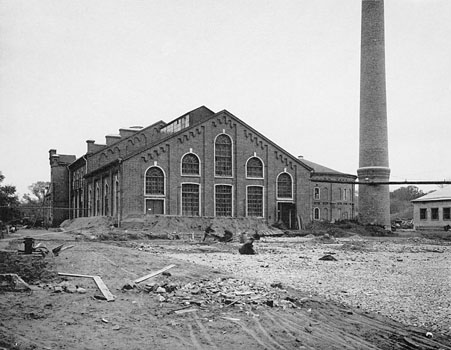
Московский газовый завод. Корпус завода водяного газа. Ок. 1913 года

Наиболее широко искусственные газы стали применять в Северной Америке. В США в 1868 году была 971 газовая компания, в Канаде их было 47. Из них 616 компаний производили угольный газ, а 312 компаний применяли иные способы получения газа (в основном, они производили водяной газ).

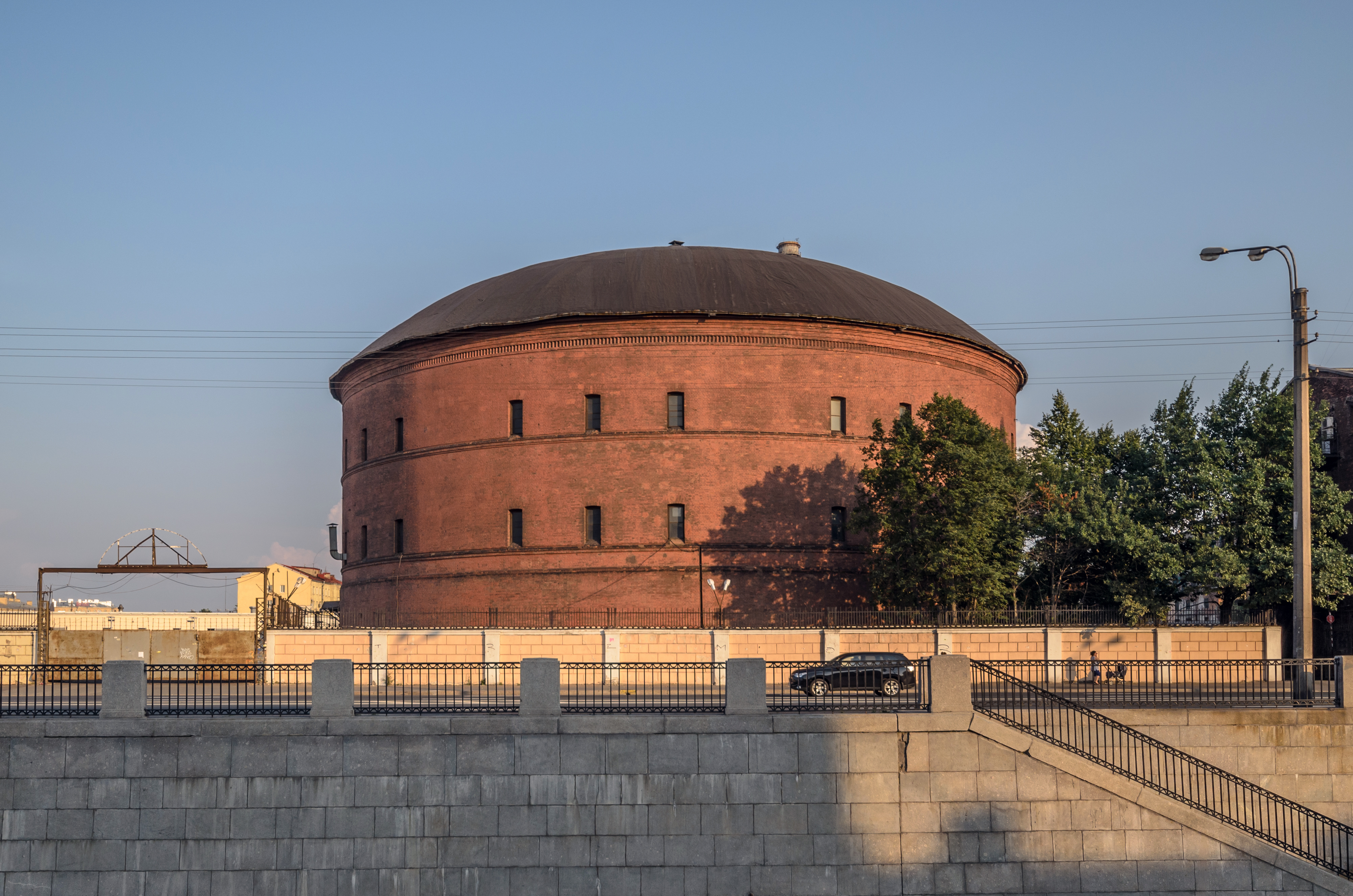
Газгольдер Петербургского газового завода на Обводном канале в Санкт-Петербурге

В 1870-е годы в разных странах Европы стало распространено освещение газом, получаемым из минеральных масел, нефти и нефтяных остатков.
В Англии в 1890—91 годах было 594 газовых завода, на которых производили газ из угля. Длина сети газовых труб составляла 35 150 км, число потребителей этого газа составляло 2,3 млн человек, было 460 тыс. уличных фонарей.
В Российской империи масштабы производства газа были значительно меньшими. В 1888 году в России имелось чуть более 210 газовых заводов; из них 30 заводов производило газ для освещения городов, 157 заводов — для освещения фабрик и 23 завода — для освещения железнодорожных станций. По объёму произведённого газа вся газовая промышленность России была меньше газовой промышленности лишь одного Берлина.

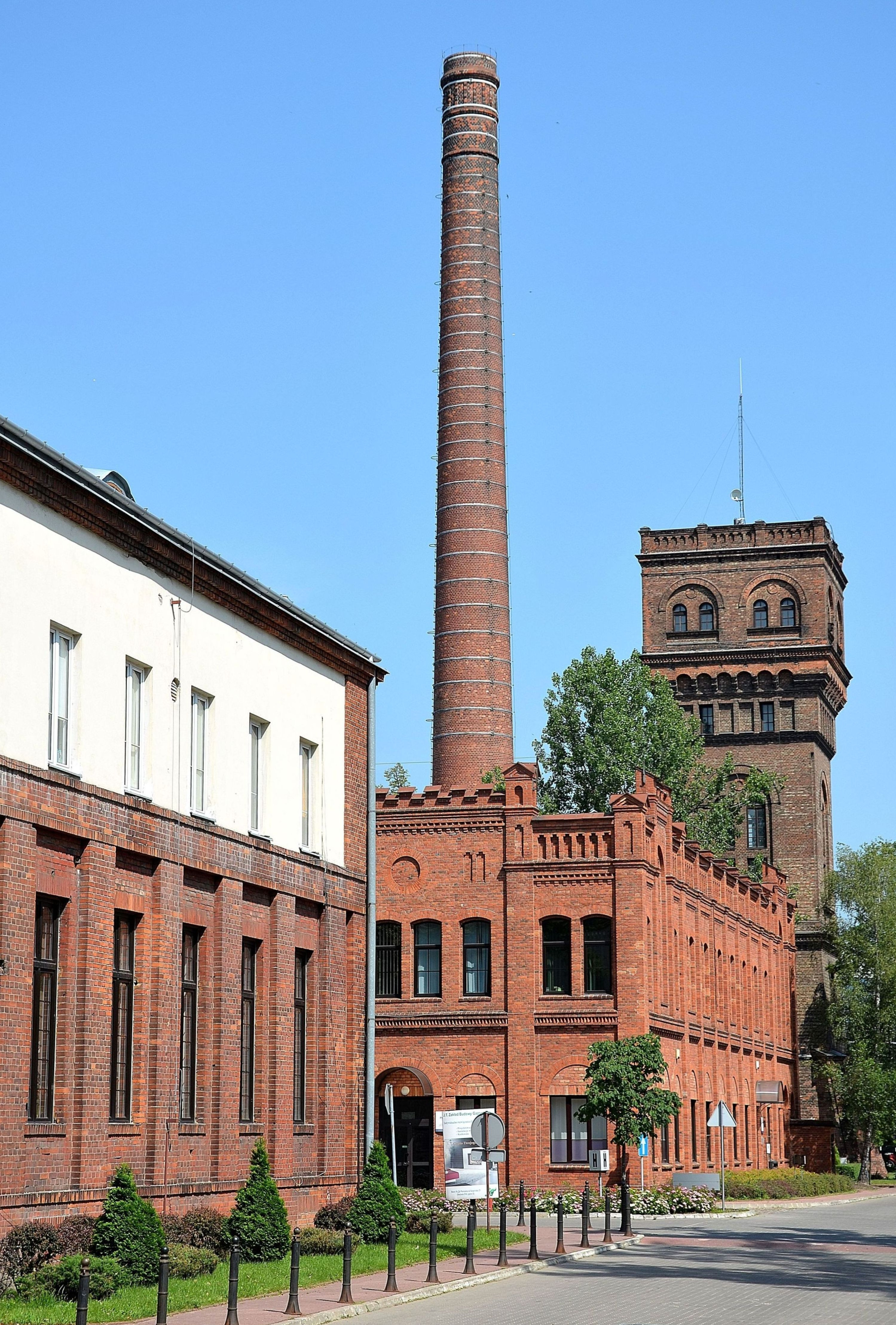
Газовый завод в Варшаве. Теперь в его зданиях находится Музей газового завода

Даже после того, как в конце XIX века газовое освещение стали заменять электрическим, инфраструктура производства и распределения газа из угля сохранилась. Газ из угля продолжал использоваться в котельных для отопления, для получения электроэнергии на электростанциях, а также для приготовления пищи на газовых плитах.
В 1926 году производство газа на одного городского жителя составляло в Великобритании — 178 м³, в Германии — 51 м³, во Франции — 40 м³, в Нидерландах — 74 м³, в США — свыше 100 м³, в Австралии — 117 м³.
В 1931 году в Москве на шоссе Энтузиастов был построен завод «Нефтегаз», на котором высококалорийный газ (11000 ккал/м³) смешивался с водяным генераторным газом и с теплосодержанием 4000 ккал/м³ направлялся в городскую сеть. В 1938 году в посёлке Расторгуево (Московская область) был построен коксогазовый завод, который давал в городскую сеть Москвы до 100 млн м³ газа в год. В 1948 году в Ленинград впервые поступил сланцевый газ с завода по его производству, построенного в Кохтла-Ярве. Такой же завод был построен в городе Сланцы. Наибольший объём производства искусственного газа был достигнут в СССР в 1959 году — 1,9 млрд м³.
Лишь в 1960-е годы в связи с началом массовой добычи природного газа городские газовые заводы стали закрываться, а городская газопроводная сеть стала использоваться для доставки потребителям природного газа. Поступление искусственного газа в городскую сеть Москвы полностью прекратилось в 1964 году. В 1969 году в ФРГ доля реализованного природного газа (из расчета теплотворной способности) впервые превысила долю коксового газа. В 1985 году доля коксового газа составляла в общем топливном балансе ФРГ уже лишь 5 %, и он потреблялся только промышленными предприятиями и электростанциями.